# 8月16日
8月16日（はちがつじゅうろくにち）は、グレゴリオ暦で年始から228日目（閏年では229日目）にあたり、年末まであと137日ある。

## できごと

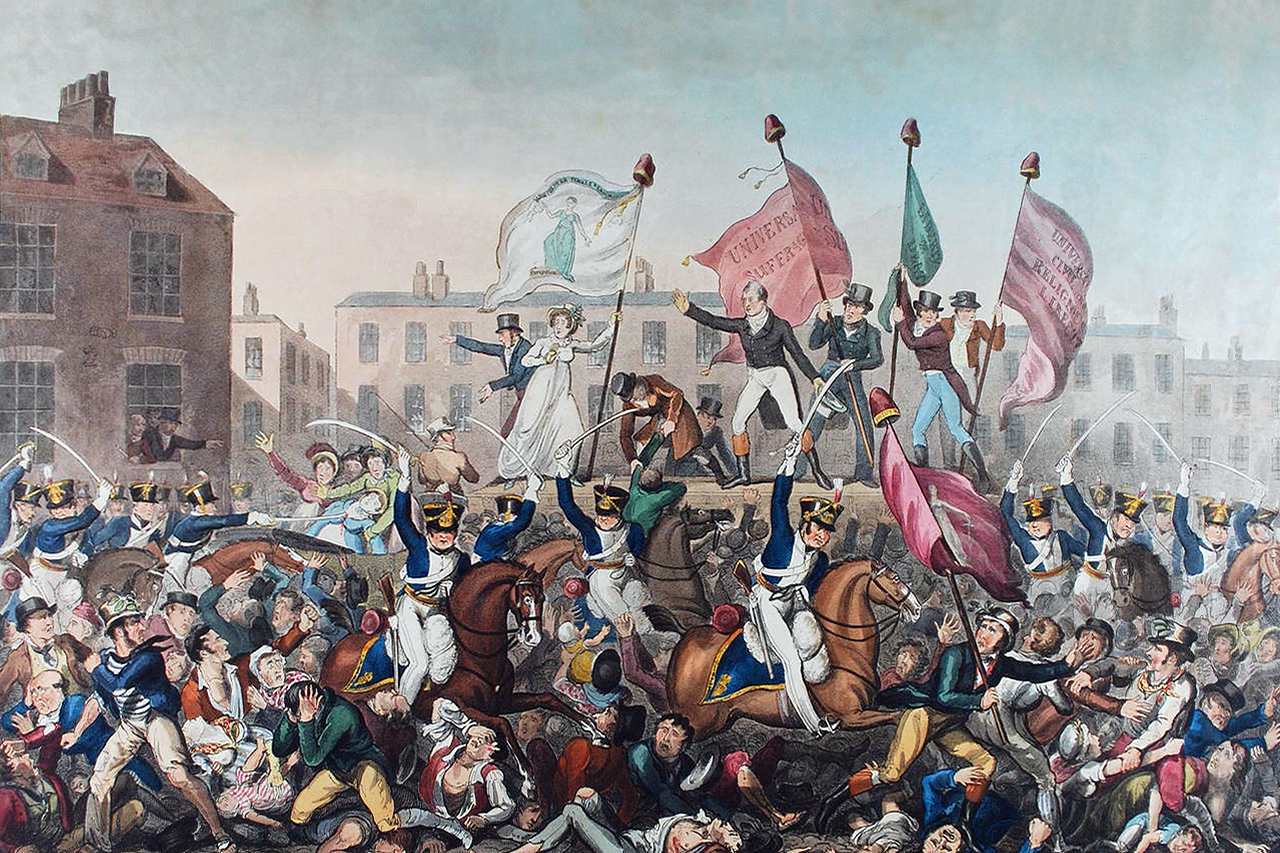
イギリスで6万人の群集に騎兵隊が突入したピータールーの虐殺(1819)

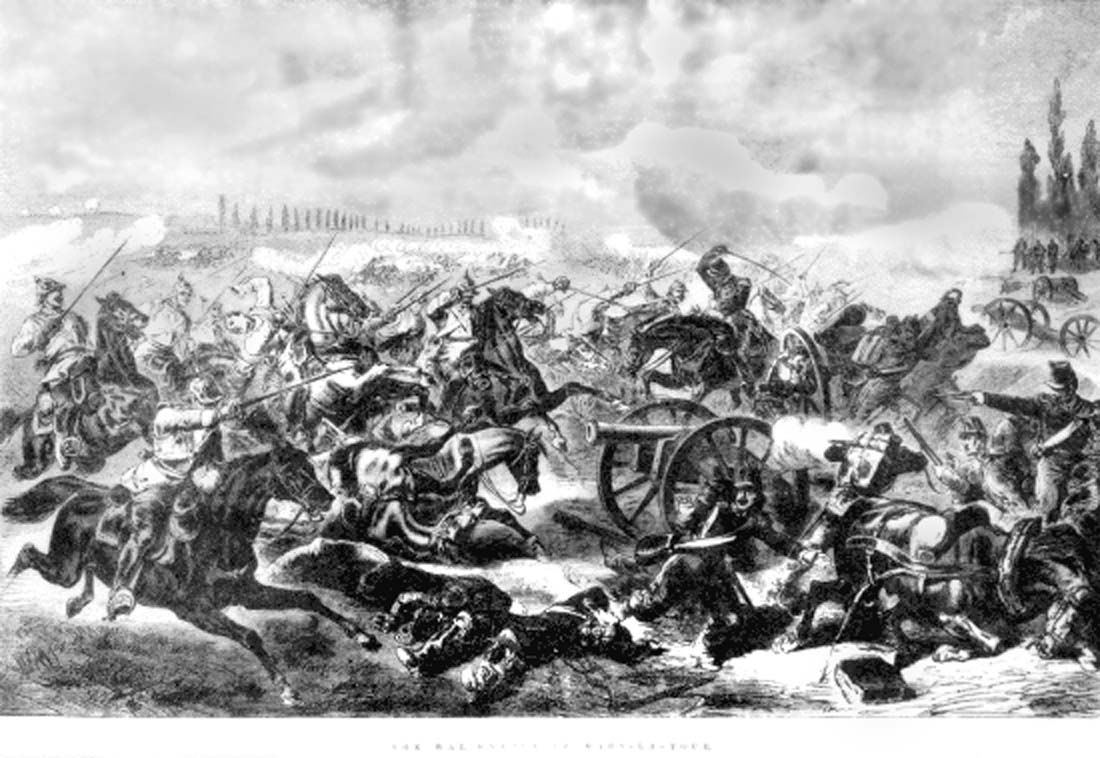
普仏戦争、マーズ＝ラ＝トゥールの戦い(1870)。フランスの大敗。

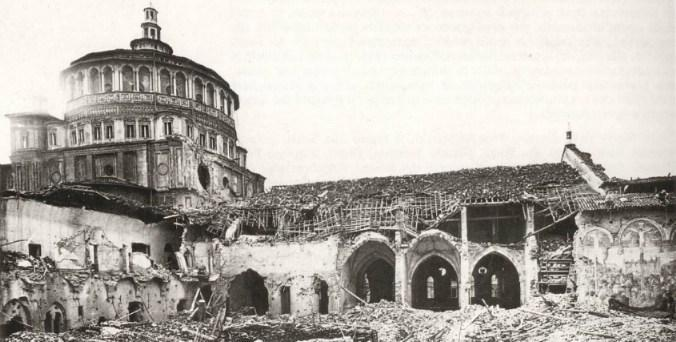
爆撃によりサンタ・マリア・デッレ・グラツィエ教会崩壊(1943)

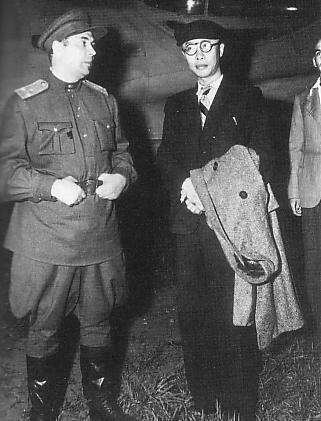
前年同日ソ連に拘束されていた満洲国元皇帝愛新覚羅溥儀、極東国際軍事裁判に出廷(1946)

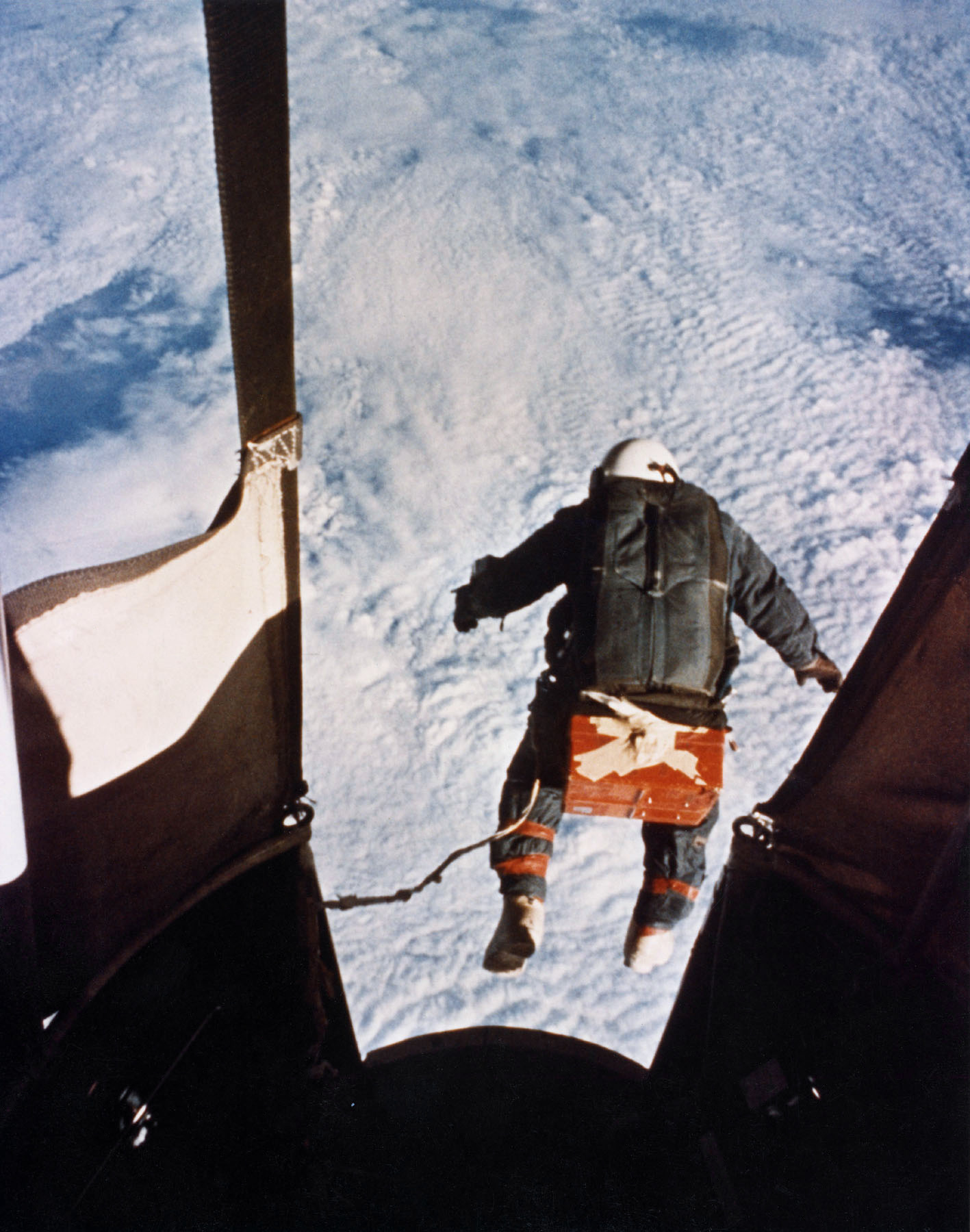
プロジェクト・エクセルシオ(1960)。米空軍のジョゼフ・キッティンジャーが高度31,330mからパラシュート降下。

- 946年 - イングランド王エドレッド(同年5月26日に即位)が戴冠式を開催した。
- 1284年 - フィリップ4世（当時は王太子）とフアナ1世(ナバラ女王)の結婚式がノートルダム大聖堂にて行われた。
- 1290年 - シャルル(ヴァロワ伯)とマルグリット・ダンジューがコルベイユにおいて結婚。
- 1777年 - アメリカ独立戦争: ベニントンの戦い。
- 1780年 - アメリカ独立戦争: キャムデンの戦い。
- 1819年 - ピータールーの虐殺。イギリス・マンチェスター郊外で集会に参加した群衆を警官隊が弾圧し、11人が死亡、600人以上が負傷。
- 1858年 - ヴィクトリア英女王とブキャナン米大統領が大西洋横断電信ケーブルの完成を祝うメッセージを交換する。
- 1858年（安政5年7月8日） - 江戸幕府が外国奉行を設置。
- 1865年 - ドミニカ共和国がスペインからの3度目の独立を宣言。
- 1868年 - エクアドル地震。前日の地震に続いて二度目の地震。エクアドル・コロンビアで死傷者7万人。
- 1870年 - 普仏戦争: マーズ＝ラ＝トゥールの戦い（英語版）。
- 1896年 - カナダのクロンダイクで金脈が発見される。クロンダイク・ゴールドラッシュの幕開け[1]。
- 1902年 - 鳥島を訪れた定期船が、噴火の跡と島民の姿が見えないことを確認。同日までに島民125人全員が死亡したものと判断した[2]。
- 1913年 - 日本海軍の巡洋戦艦「金剛」が竣工。日本海軍最後の外国製戦艦。
- 1918年 - 1918年米騒動: 第4回全国中等学校優勝野球大会の中止が決定。
- 1920年 - メジャーリーグベースボールでクリーブランド・インディアンスのレイ・チャップマンが頭部に死球を受け、翌17日に死亡。
- 1924年 - ロンドン賠償会議でドイツの第一次世界大戦の賠償金仕払いを緩和するドーズ案が採択。
- 1938年 - ヒトラーユーゲントの代表団が来日。
- 1940年 - 東京で隣組を通じた回覧板による文書の回覧が始まる[3]。
- 1943年 - 第二次世界大戦: 8月13日から16日の間に行われた連合軍の爆撃により、イタリア・ミラノのサンタ・マリア・デッレ・グラツィエ教会が崩壊。『最後の晩餐』が収められた食堂の壁は、保護のために土嚢で覆われていたため奇跡的に残存した。
- 1943年 - 第二次世界大戦: 東京都が上野動物園に猛獣の処分を指令。翌日から薬殺を開始。
- 1944年 - ユンカース Ju 287が初飛行する。
- 1945年 - 第二次世界大戦: スターリンが北海道北部のソ連による占領を公式提案するが、トルーマン米大統領が拒否し[4]、「日本は分割統治せず」と声明。
- 1945年 - 第二次世界大戦: タイが対米英宣戦布告の無効を宣言。
- 1945年 - 第二次世界大戦: 満洲国皇帝愛新覚羅溥儀がソ連軍により拘束される。
- 1945年 - 兌換券200円（裏赤200円）が使用開始。肖像は武内宿禰。大きさは97mm×188mm 組番号は1組～9組。
- 1945年 - 高知県の夜須町（2006年に近隣市町村と合併し以後は香南市）住吉海岸にて第128震洋隊の出撃準備中に爆発事故が発生し乗組員他111名が死亡する。
- 1946年 - 経済団体連合会（経団連）設立。
- 1946年 - 元満洲国皇帝・愛新覚羅溥儀が極東国際軍事裁判にソ連の証人として出廷。
- 1949年 - 古橋廣之進がロサンゼルスの北米水上選手権大会・1500m自由形で世界新記録を出し優勝。18日・19日にも世界新記録で優勝する。
- 1954年 - 『スポーツ・イラストレイテッド』が創刊される。
- 1960年 - キプロスがイギリスから独立。ただしトルコは認めず。
- 1960年 - プロジェクト・エクセルシオ: アメリカ空軍のジョゼフ・キッティンジャーが気球による最高高度31,300mからパラシュート降下し、乗物によらない人間の最高速度988km/hを記録。
- 1962年 - ビートルズのドラムスがピート・ベストからリンゴ・スターに交代。
- 1965年 - ユナイテッド航空389便墜落事故。
- 1979年 - 第61回全国高等学校野球選手権大会にて箕島対星稜延長18回の試合。
- 1980年 - 静岡駅前地下街爆発事故。静岡駅前地下街でガス爆発が起き、死者15名、重軽傷233名を出す惨事。
- 1980年 - 韓国の崔圭夏大統領が辞任。
- 1992年 - 第74回全国高等学校野球選手権大会で松井秀喜5打席連続敬遠[5]。
- 1993年 - Debian GNU/Linuxが、イアン・マードックにより誕生。
- 2005年 - 宮城県牡鹿半島沖を震源とするマグニチュード7.2の地震（宮城県南部地震）発生[6]。
- 2005年 - ウエスト・カリビアン航空708便墜落事故。
- 2006年 - 北方領土貝殻島付近で根室の漁船がロシア国境警備隊の銃撃を受け、1人死亡、4人が拿捕（第31吉進丸事件）[7][8]。
- 2007年 - 埼玉県熊谷市・岐阜県多治見市で最高気温40.9℃を観測し、74年ぶりに日本最高記録を更新[9]。
- 2013年 - 東北楽天ゴールデンイーグルス投手の田中将大が、2012年8月から続く21連勝で日本プロ野球記録を更新[10]。
- 2017年 - 水銀に関する水俣条約が発効[11]。
- 2020年 - ベラルーシの首都ミンスクで、大統領選の不正疑惑をめぐる最大規模のデモが行われる。参加者数は推計10万人超で、旧ソビエト連邦崩壊後では最多[12]。

## 誕生日

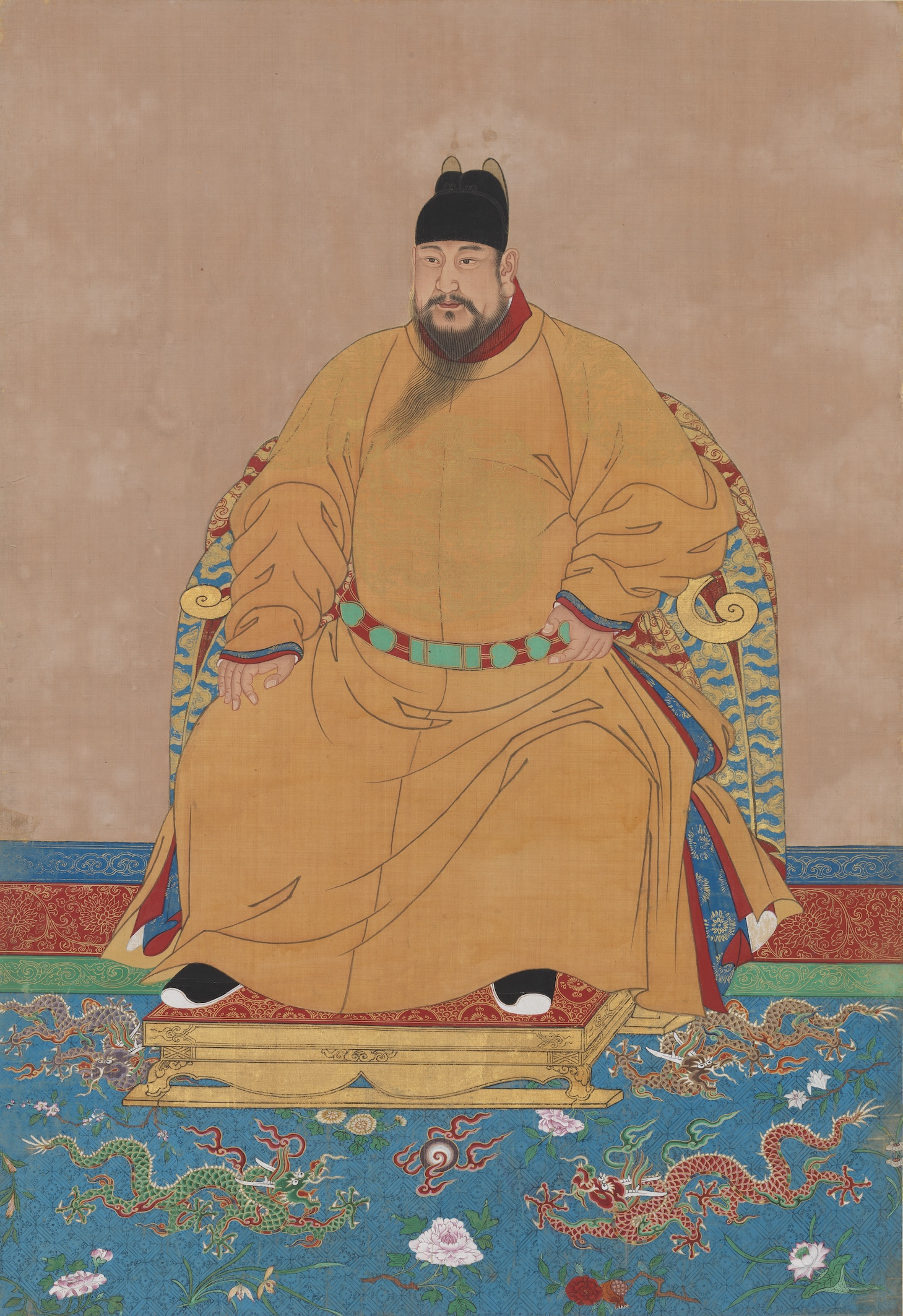
明の第4代皇帝、洪熙帝(1378-1425)誕生。

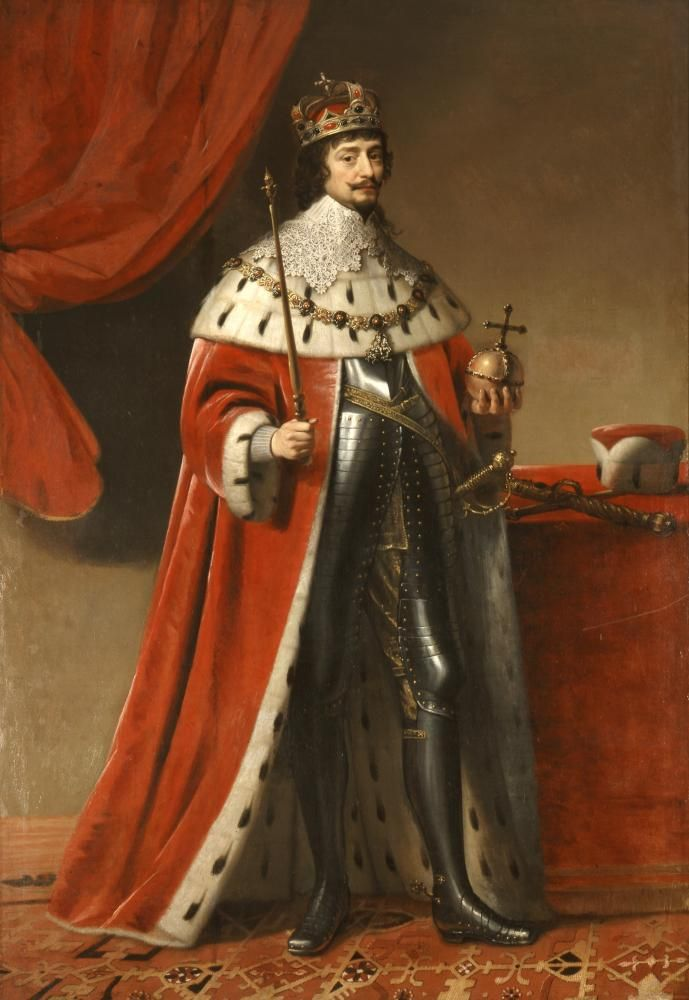
プファルツ選帝侯フリードリヒ5世(1596-1632)誕生。

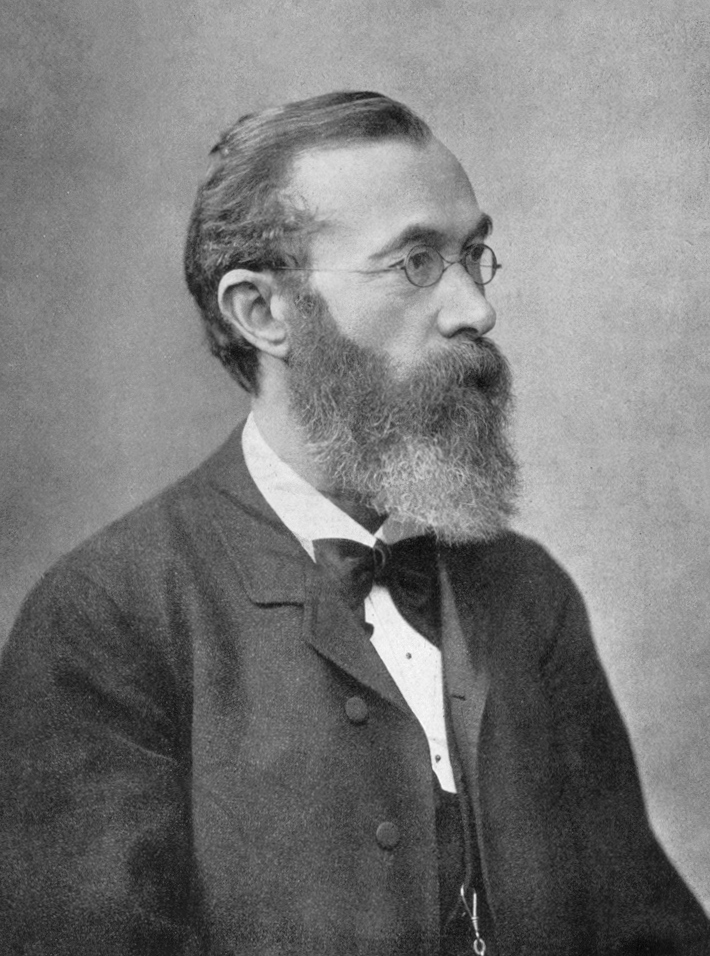
「実験心理学の父」ヴィルヘルム・ヴント(1832-1920)誕生。

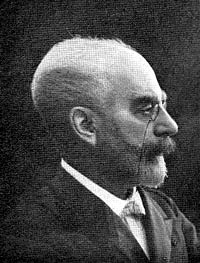
物理学者ガブリエル・リップマン(1845-1921)。光干渉を利用したカラー写真の技法の開発により、ノーベル物理学賞を受賞。

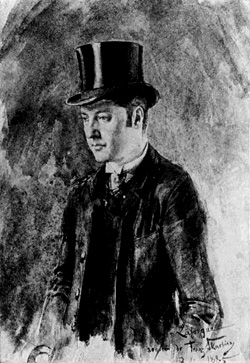
詩人ジュール・ラフォルグ(1860-1887)誕生。

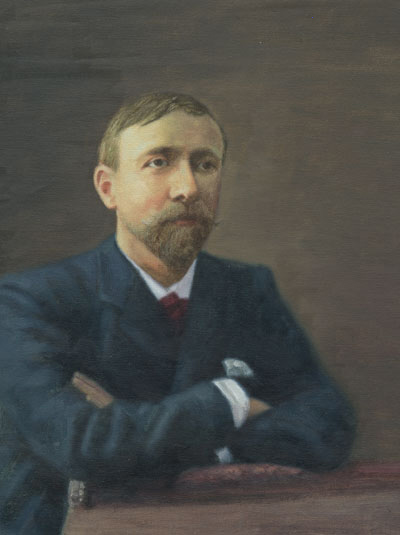
作曲家ガブリエル・ピエルネ(1863-1937)誕生。

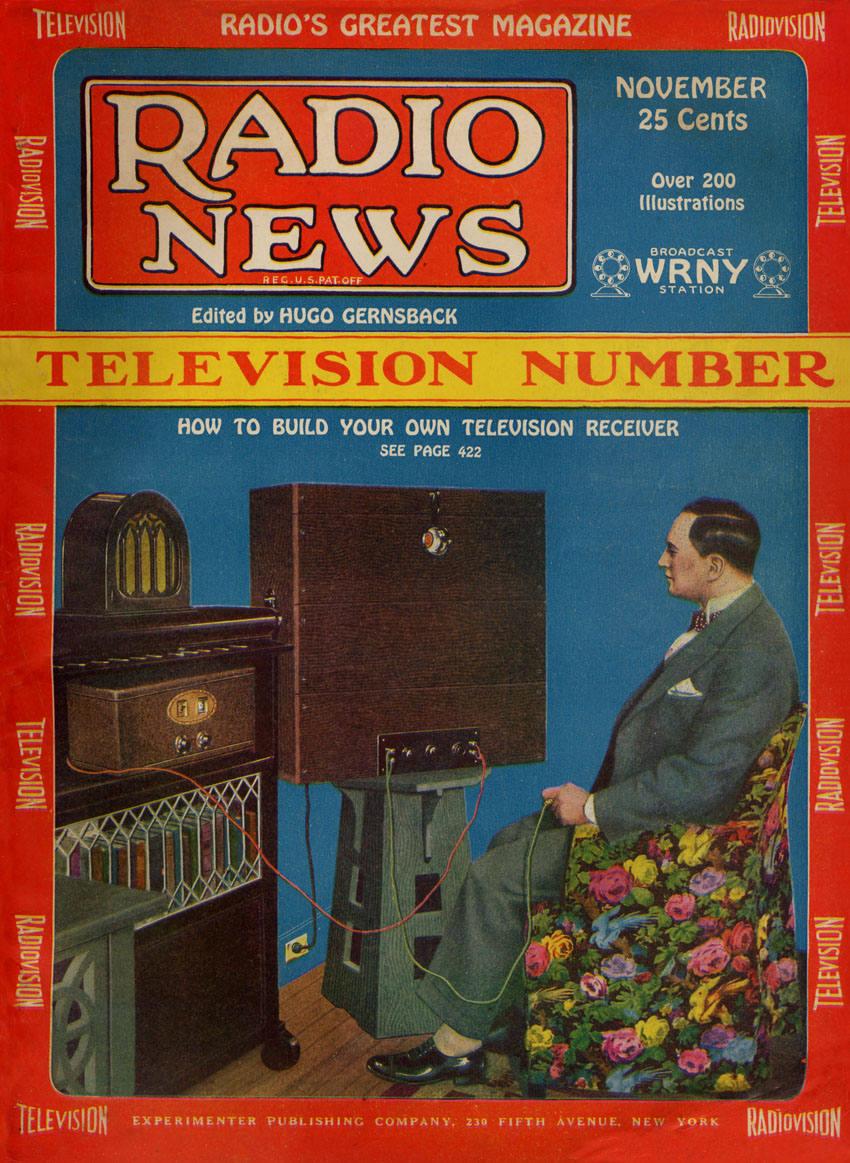
SF作家、ヒューゴー・ガーンズバック(1884-1967)誕生。ヒューゴー賞に名を残す。

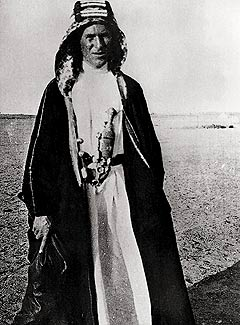
イギリスの軍人「アラビアのロレンス」トーマス・エドワード・ロレンス(1888-1935)誕生。

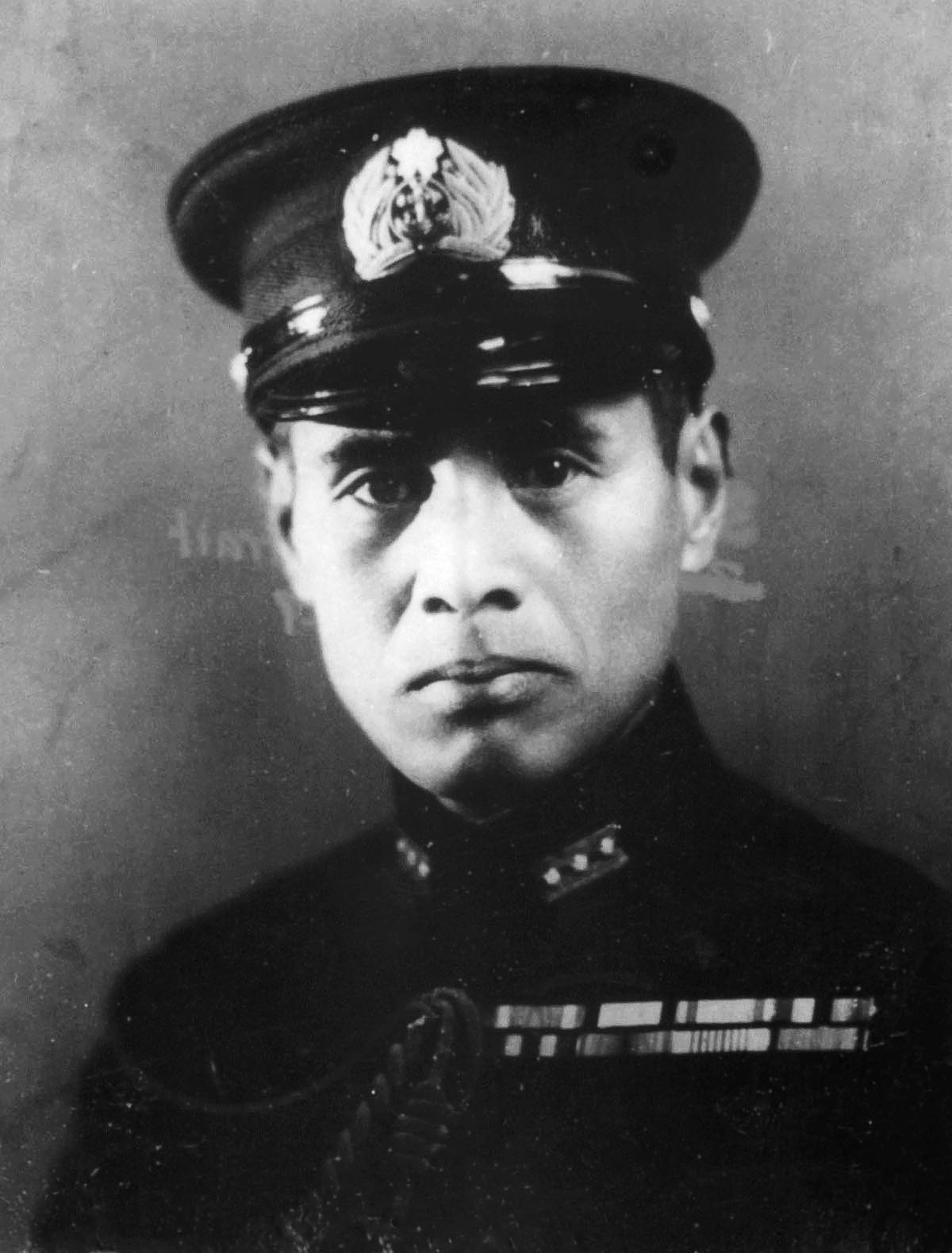
大日本帝国海軍軍人、源田實(1904-1989)誕生。特攻隊の考案者の1人。

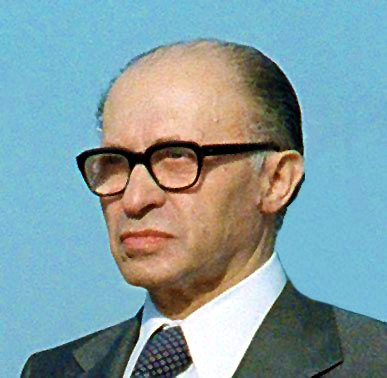
イスラエル第7代首相、メナヘム・ベギン(1913-1992)誕生。

- 1378年 - 洪熙帝（仁宗）、中国明朝の第4代皇帝（+ 1425年）
- 1557年 - アゴスティーノ・カラッチ、画家（+ 1602年）
- 1596年 - フリードリヒ5世、プファルツ選帝侯（+ 1632年）
- 1645年 - ジャン・ド・ラ・ブリュイエール、モラリスト（+ 1696年）
- 1744年 - ピエール・メシャン、天文学者（+ 1804年）
- 1789年 - エイモス・ケンドール、第11代アメリカ合衆国郵政長官（+ 1869年）
- 1795年 - ハインリヒ・マルシュナー、作曲家（+ 1861年）
- 1815年 - ヨハネ・ボスコ、カトリック教会の聖人（+ 1888年）
- 1821年 - アーサー・ケイリー、数学者（+ 1895年）
- 1832年 - ヴィルヘルム・ヴント、生理学者、心理学者（+ 1920年）
- 1845年 - ガブリエル・リップマン、物理学者（+ 1921年）
- 1860年 - ジュール・ラフォルグ、詩人（+ 1887年）
- 1862年 - 五世野村万造、狂言方和泉流（+ 1938年）
- 1863年 - ガブリエル・ピエルネ、作曲家、指揮者（+ 1937年）
- 1876年 - イヴァン・ビリビン、イラストレーター（+ 1942年）
- 1883年 - 田辺尚雄、音楽学者（+ 1984年）
- 1884年 - ヒューゴー・ガーンズバック、小説家、SF作家（+ 1967年）
- 1888年 - トーマス・エドワード・ロレンス、軍人、考古学者（+ 1935年）
- 1895年 - 鈴木信太郎、洋画家（+ 1989年）
- 1900年 - 町村金五、政治家（+ 1992年）
- 1902年 - 津村紀三子、能楽師 (+ 1974年)
- 1904年 - ウェンデル・スタンリー、生化学者（+ 1971年）
- 1904年 - 源田實、海軍軍人（+ 1989年）
- 1906年 - 曻地三郎、教育者、教育学者（+ 2013年）
- 1906年 - フランツ・ヨーゼフ2世、リヒテンシュタイン公（+ 1989年）
- 1907年 - 杉村正三郎、サッカー選手、実業家（+ 2000年）
- 1912年 - 磯崎叡、第6代日本国有鉄道総裁（+ 1997年）
- 1913年 - メナヘム・ベギン、政治家、第6代イスラエル首相（+ 1992年）
- 1916年 - 中尾佐助、植物学者（+ 1993年）
- 1920年 - チャールズ・ブコウスキー、小説家（+ 1994年）
- 1920年 - 河野一英、会計士、大東文化大学名誉教授（+ 2015年）
- 1921年 - 増田卓、元プロ野球選手（+ 1986年）
- 1922年 - 桑山正一、俳優、演出家（+ 1983年）
- 1926年 - 杉山とく子、女優（+ 2014年）
- 1928年 - 猪熊葉子、イギリス文学者、児童文学者、翻訳家、聖心女子大学名誉教授（+ 2024年）
- 1928年 - 草川昭三、政治家（+ 2019年）
- 1928年 - 安井昌二、俳優（+ 2014年）
- 1928年 - 上野瞭、児童文学作家（+ 2002年）
- 1929年 - 仙田左千夫、経済学者、滋賀大学名誉教授
- 1929年 - ヘルムート・ラーン、サッカー選手（+ 2003年）
- 1929年 - フリッツ・フォン・エリック、プロレスラー（+ 1997年）
- 1929年 - ビル・エヴァンス、ジャズピアニスト（+ 1980年）
- 1930年 - ロバート・カルプ、俳優、映画監督（+ 2010年）
- 1931年 - 三村恪一、サッカー選手、指導者（+ 2022年）
- 1931年 - 小畠絹子、女優（+ 2022年）
- 1931年 - 鍛冶昇、テレビ演出家、映画監督、プロデューサー（+ 2021年）
- 1932年 - 鈴木章治、ジャズ・クラリネット奏者（+ 1995年）
- 1933年 - 菅原文太、俳優（+ 2014年）
- 1934年 - ダイアナ・ウィン・ジョーンズ、小説家（+ 2011年）
- 1935年 - 山根青鬼、漫画家
- 1935年 - 山根赤鬼、漫画家（+ 2003年）
- 1936年 - 廣部千恵子、薬学者
- 1938年 - 澤井信一郎、映画監督（+ 2021年）
- 1938年 - 叶弦大、作曲家
- 1940年 - 小渕千鶴子、随筆家、環境保護運動家、第84代内閣総理大臣小渕恵三夫人
- 1941年 - 小山乃里子、アナウンサー、政治家（+ 2024年）
- 1943年 - 館淳一、小説家、雑学研究家、エッセイスト
- 1943年 - デニス・アルトマン、政治学者、社会学者
- 1944年 - 木下厚、政治家
- 1946年 - ディック・マードック、プロレスラー（+ 1996年）
- 1947年 - 吉村大志郎、元サッカー選手、監督（+ 2003年）
- 1948年 - 川勝平太、政治家、歴史学者
- 1949年 - 松坂雅治、元俳優、演劇プロデューサー
- 1950年 - 井村雅代、元アーティスティックスイミング選手、指導者
- 1952年 - 石澤典夫、アナウンサー
- 1952年 - 達川実、バレーボール指導者
- 1953年 - スチュワート・バクスター、サッカー監督
- 1953年 - 高木真一、元プロ野球選手
- 1954年 - 若生哲旺、元アナウンサー
- 1954年 - ジェームズ・キャメロン、映画監督
- 1955年 - 古谷周三、実業家、元、JA三井リース社長
- 1956年 - 姫野美智、アニメーター、キャラクターデザイナー
- 1956年 - 林家のん平、落語家
- 1956年 - 岡本圭右、元プロ野球選手
- 1956年 - 斉須稔、元大相撲力士
- 1957年 - 楠淳生、フリーアナウンサー
- 1957年 - 竹之内徹、元プロ野球選手
- 1958年 - 高橋愛美、タレント
- 1958年 - マドンナ、歌手、女優
- 1958年 - アンジェラ・バセット、女優
- 1960年 - フランツ・ウェルザー＝メスト、指揮者
- 1960年 - ティモシー・ハットン、俳優
- 1960年 - フラッド、音楽プロデューサー
- 1961年 - 高乃麗、声優
- 1961年 - 松永明、官僚
- 1961年 - 日野善朗、元プロ野球選手
- 1961年 - 森隆峰、元プロ野球選手
- 1962年 - スティーヴ・カレル、俳優
- 1963年 - 立川志らく、落語家
- 1963年 - 伊藤智也、車椅子陸上アスリート
- 1963年 - ターザン後藤、プロレスラー（+ 2022年）
- 1964年 - 奥原千加、女優
- 1964年 - 佐藤シンイチロウ、ミュージシャン（the pillows、the ピーズ）
- 1965年 - 高井純子、女優
- 1965年 - 藤田勇児、声優
- 1966年 - 岡田立、政治家
- 1966年 - 山根康広、ミュージシャン
- 1967年 - 金山一彦、俳優
- 1967年 - 小林基己、撮影監督
- 1968年 - 堀江利幸、放送作家
- 1968年 - 前田耕陽、俳優、キーボーディスト（元男闘呼組）
- 1968年 - 殿村誠士、写真家
- 1969年 - 小高直子、アナウンサー
- 1969年 - 楢崎房江、フリーアナウンサー
- 1970年 - 佐野貴英、元プロ野球選手
- 1970年 - マニーシャ・コイララ、女優
- 1971年 - 小木博明、お笑いタレント（おぎやはぎ）
- 1971年 - ルーロン・ガードナー、アマチュアレスリング選手
- 1972年 - 水夏希、女優、元宝塚歌劇団雪組トップスター
- 1972年 - 西田ひかる、タレント
- 1972年 - 近野宏明、ニュースキャスター、報道記者
- 1972年 - 伊林厚志、元プロ野球選手
- 1973年 - 大野ケイスケ、放送作家、ライター
- 1973年 - 中橋治美、柔道家
- 1973年 - 黒部亜希子、元アナウンサー
- 1973年 - 梅山修、元サッカー選手
- 1974年 - 木村昌広、元プロ野球選手
- 1974年 - 森ほさち、元女優
- 1974年 - ライアン・ロングウェル、アメリカンフットボール選手
- 1975年 - 吉沢瞳、元歌手、元タレント
- 1975年 - 閻森、卓球選手、コーチ
- 1976年 - 根岸勇人、俳優
- 1976年 - 兎塚エイジ、イラストレーター
- 1977年 - 星出悠、サッカー選手、指導者
- 1977年 - 橋本友彦、プロレスラー（+ 2025年）
- 1978年 - 森ひろこ、タレント
- 1978年 - 菊地孝平、競艇選手
- 1978年 - 伏明霞、飛込競技選手
- 1979年 - 中村恵子、声優、女優
- 1979年 - 高橋文樹、小説家
- 1979年 - 井上雅雄、アナウンサー
- 1979年 - 村山悌啓、レーシングドライバー
- 1979年 - グリゴリー・ペトロフスキー、フィギュアスケート選手
- 1980年 - 山田独歩、プロ雀士
- 1980年 - ヴァネッサ・カールトン、シンガーソングライター
- 1981年 - デビッド・バーグマン、プロ野球選手
- 1981年 - ロケ・サンタ・クルス、サッカー選手
- 1982年 - 山崎勝己、元プロ野球選手
- 1982年 - ジョリオン・レスコット、サッカー選手
- 1982年 - 長尾奈奈、女優
- 1983年 - プム・ジェンセン、タイ国王ラーマ9世の孫（+ 2004年）
- 1983年 - 本田朋子、フリーアナウンサー
- 1983年 - 新井良太、元プロ野球選手
- 1984年 - 市原孝行、元大相撲力士
- 1985年 - 大沢あかね、女優、タレント
- 1985年 - 二見一樹、俳優
- 1985年 - 西島まどか、タレント、元アナウンサー
- 1985年 - 松坂健太、元プロ野球選手
- 1986年 - ダルビッシュ有、プロ野球選手
- 1986年 - ゲオルギ・ケンチャゼ、フィギュアスケート選手
- 1986年 - マーティン・マルドナード、プロ野球選手
- 1987年 - 喜多村英梨[13]、声優
- 1987年 - ジョジマール・ロドリゲス・ソウザ・ロベルト、サッカー選手
- 1988年 - JC・ラミレス、プロ野球選手
- 1988年 - 太田裕哉、元プロ野球選手
- 1988年 - 木村勝太、元サッカー選手
- 1988年 - 久野純弥、元サッカー選手
- 1988年 - イスマイル・アイサティ、サッカー選手
- 1988年 - 國母和宏、プロスノーボード選手
- 1988年 - 高部あい、元女優、元声優、元タレント
- 1989年 - 綾乃彩、女優
- 1989年 - 長田成哉、俳優
- 1989年 - 鵜殿麻由、声優
- 1989年 - 伊藤沙菜、ローカルタレント、元フットサル選手
- 1989年 - 嶋梨夏、元アイドル、女優
- 1989年 - 永岡真実、元タレント
- 1989年 - 土生翔平、元プロ野球選手
- 1990年 - 内山昂輝、俳優、声優
- 1990年 - トルガイ・アルスラン、サッカー選手
- 1990年 - クリスティーナ・ハマー、プロボクサー
- 1990年 - リナ・サワヤマ、シンガーソングライター
- 1991年 - イヴァナ・リンチ、女優
- 1991年 - 久川実津紀、歌手（元grram）
- 1991年 - 三平果歩、女優
- 1991年 - 栗生みな、女優
- 1992年 - ざわちん、ものまねメイクアーティスト、タレント
- 1992年 - 石若駿、ミュージシャン、ジャズドラマー
- 1992年 - 三田尚希、サッカー選手
- 1992年 - デライノ・デシールズ・ジュニア、プロ野球選手
- 1993年 - 三上悠亜、タレント、元AV女優
- 1993年 - 多田夏摘[14]、モデル、レースクイーン
- 1993年 - 橋本拳人、サッカー選手
- 1993年 - 野々村笙吾、元体操競技選手
- 1994年 - 木内海美、女優
- 1994年 - 高田里穂、ファッションモデル、タレント、女優
- 1994年 - 津田理帆、アナウンサー
- 1994年 - 黒木優太、プロ野球選手
- 1994年 - 鈴木啓太、ラグビー選手
- 1994年 - 三宮累、ラグビー選手
- 1994年 - 寺下智香、プロボウラー
- 1994年 - 畠山愛理、元体操競技選手
- 1995年 - 佐野遥、アイドル（元STU48）
- 1995年 - 与那嶺瑠唯、ダンサー（THE RAMPAGE from EXILE TRIBE）
- 1995年 - 上杉真穂、陸上競技選手
- 1995年 - 坂本佳太、陸上競技選手
- 1996年 - 飯島寛騎、俳優
- 1996年 - 寛一郎、俳優
- 1996年 - 斉藤朱夏、声優
- 1996年 - 吉田朱里、モデル、YouTuber（元NMB48）
- 1996年 - 上村勇太、モデル、Youtuber
- 1996年 - 木崎駿也、研究者
- 1996年 - ブレイディ・エイケン、プロ野球選手
- 1996年 - ケーレブ・ドレッセル、競泳選手
- 1997年 - グレイソン・チャンス、ピアニスト
- 1997年 - 平沼翔太、プロ野球選手
- 1999年 - 木村慧人、パフォーマー（FANTASTICS from EXILE TRIBE）
- 1999年 - 瀬川奏音、アイドル（元透色ドロップ）
- 1999年 - 鈴木魁人、元サッカー選手
- 2000年 - 小林萌花、アイドル（BEYOOOOONDS）
- 2000年 - 鈴木千夏、アイドル、歌手、ダンサー
- 2000年 - 西嶋菜々子、アイドル（ナナランド）
- 2000年 - 月山京香、タレント、ファッションモデル
- 2000年 - 菅田路莞、プロアイスホッケー選手
- 2001年 - 武田真理子、声優、女優
- 2002年 - 吉納翼、プロ野球選手
- 2002年 - 新保海鈴、サッカー選手
- 2006年 - 中村奈一輝、プロ野球選手
- 生年不詳 - 三鷹恵子、女優、元宝塚歌劇団雪組副組長
- 生年不詳 - 美稀千種、女優、宝塚歌劇団星組組長
- 生年不詳 - 佐原誠[15]、声優
- 生年不詳 - 千野智史、声優
- 生年不詳 - 終焉、漫画家、イラストレーター

## 忌日

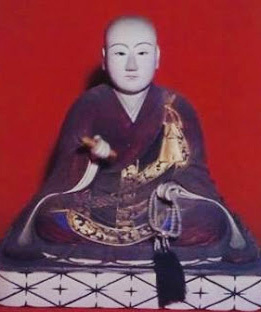
源頼朝の正室、北条政子(1157-1225)没。画像は安養院所蔵の北条政子木像。

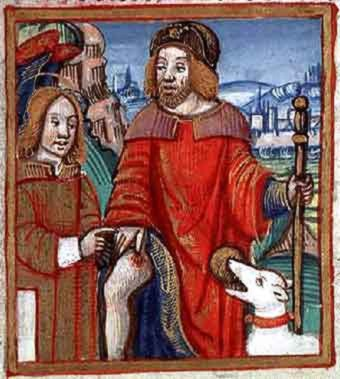
カトリック教会、ペストに対する守護聖人ロクス(1295-1327)没。祝祭日

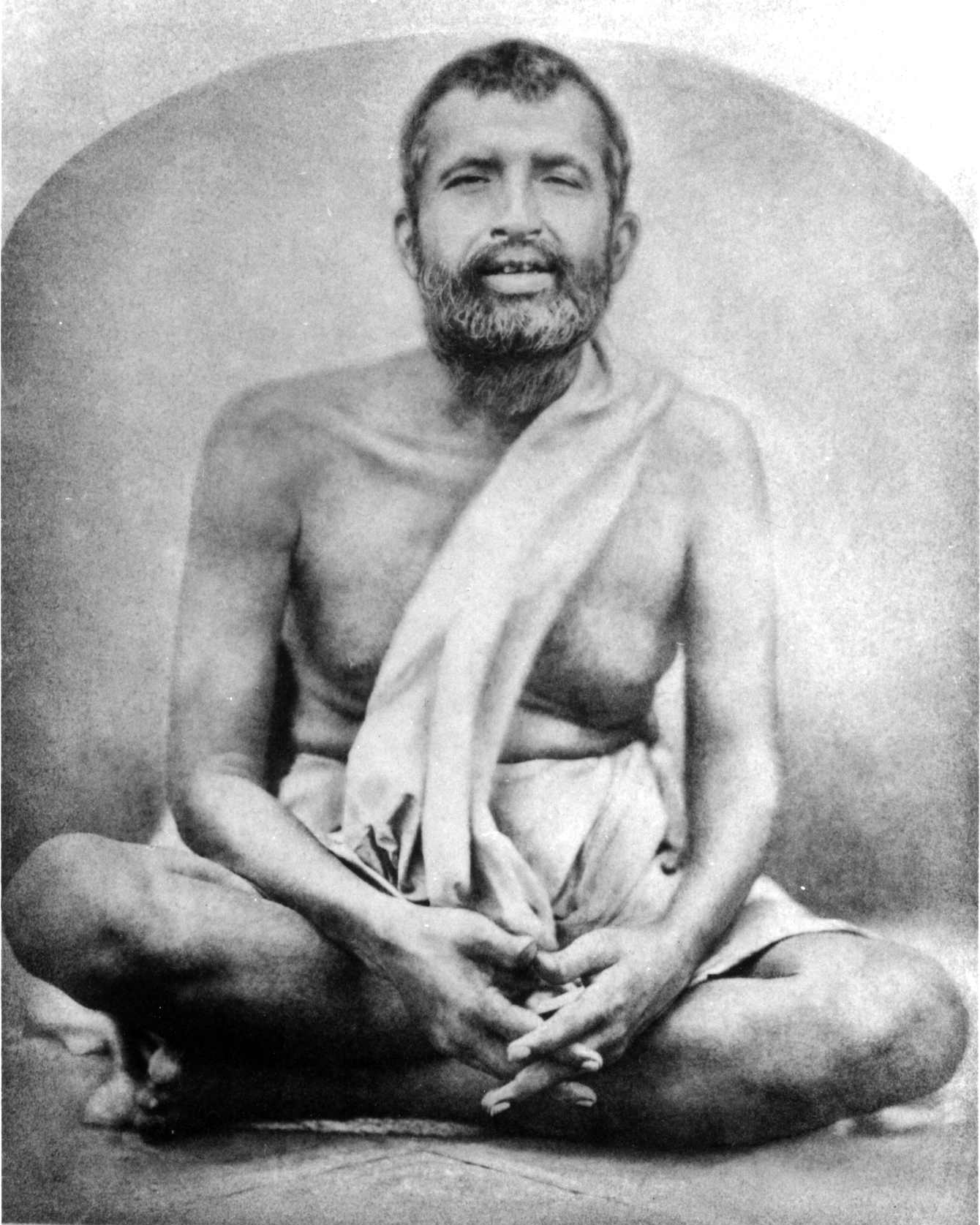
宗教家シュリ・ラーマクリシュナ(1836-1886)没。

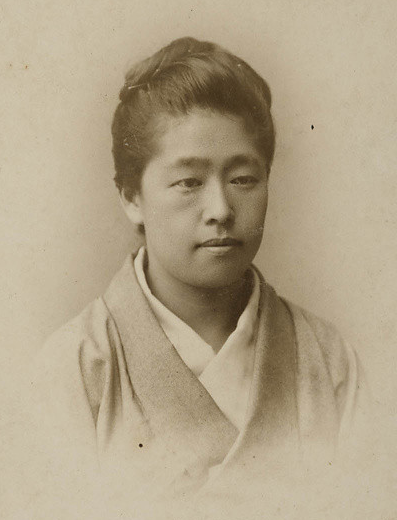
日本の女子教育の先駆者、津田梅子(1864-1929)没。

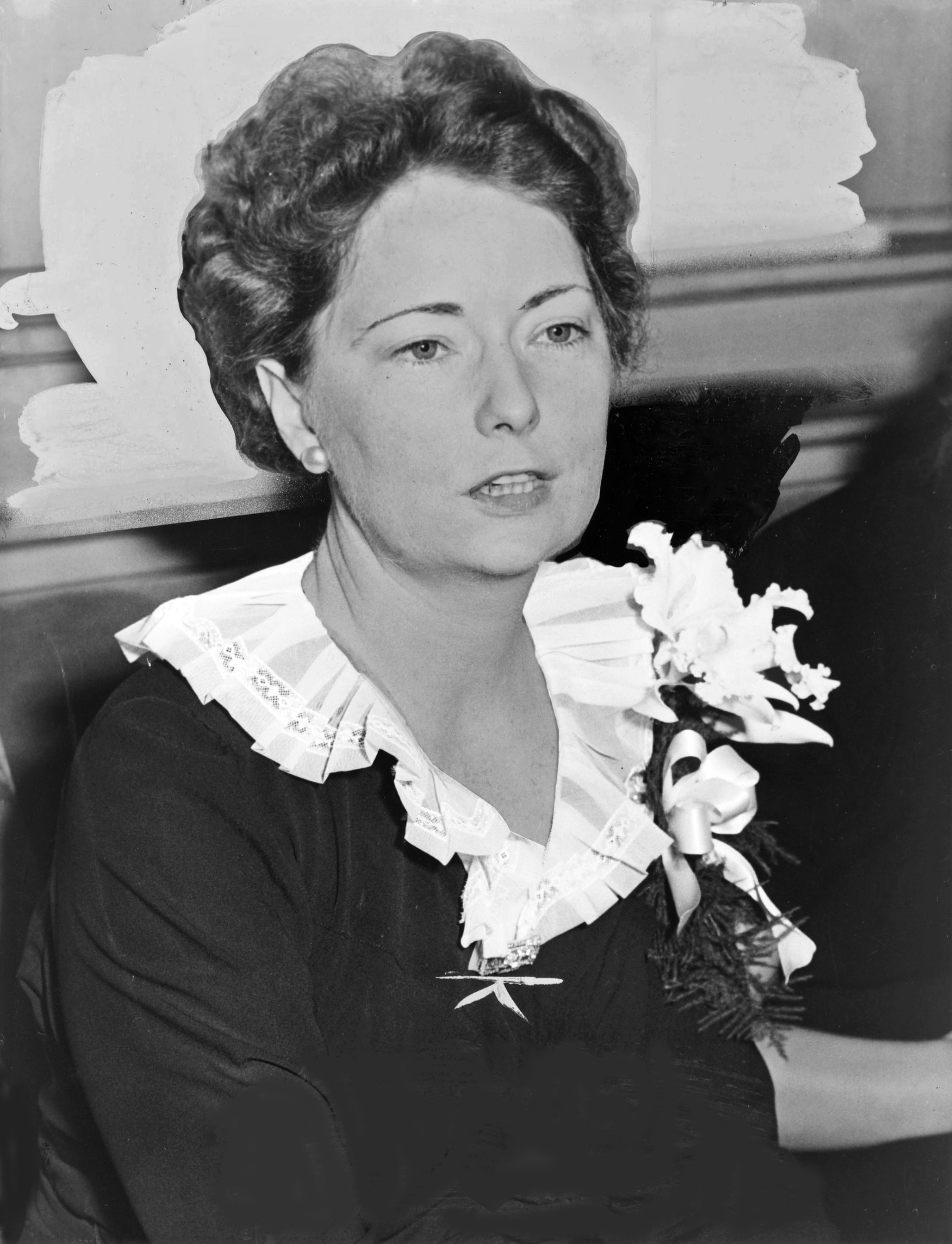
作家マーガレット・ミッチェル(1900-1949)、交通事故で没。代表作『風と共に去りぬ』(1936)。

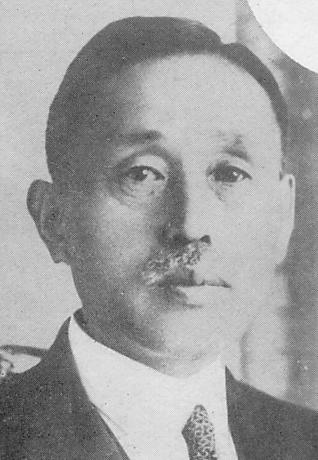
病理学者長與又郎(1878-1941)、癌で没。日本癌学会を設立した。

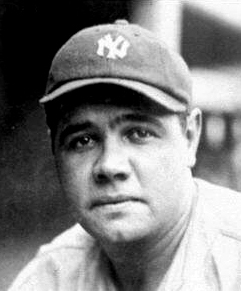
大リーガー、ベーブ・ルース(1895-1948)没。

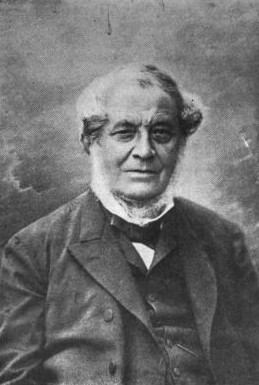
化学者ロベルト・ブンゼン(1811-1899)没。セシウムとルビジウムを発見。

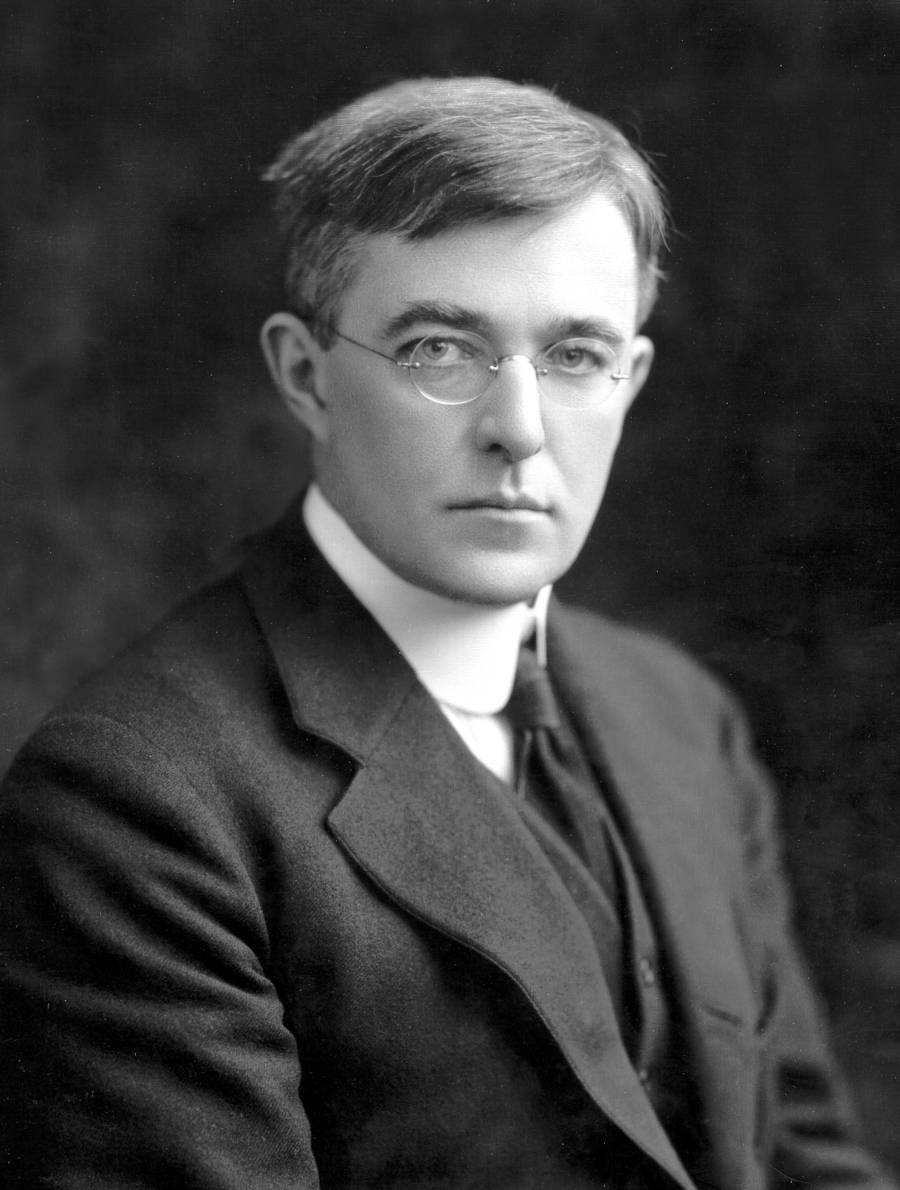
化学者・物理学者、アーヴィング・ラングミュア(1881-1957)没。界面化学を研究。

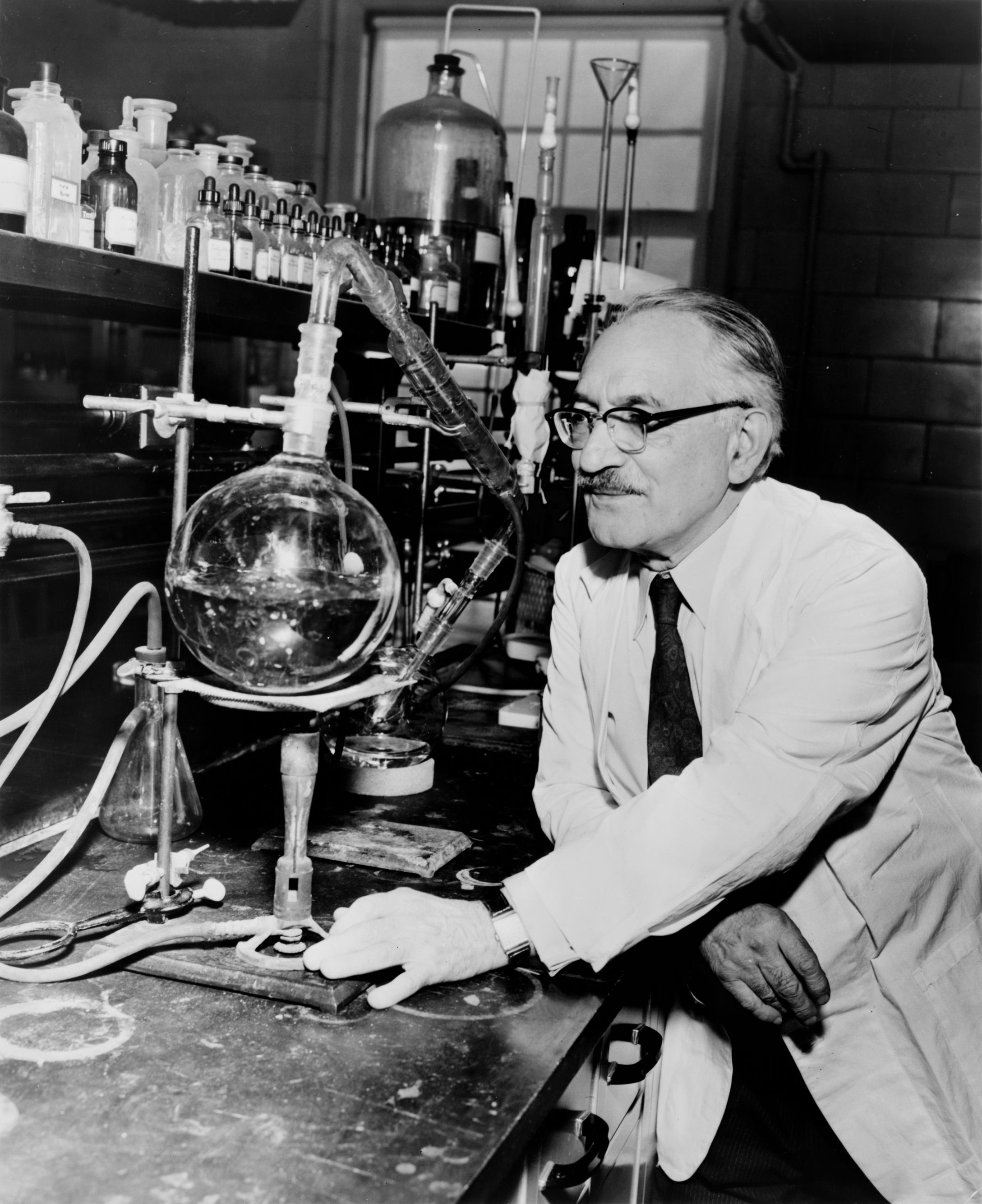
生化学者セルマン・ワックスマン(1888-1973)。ストレプトマイシンを発見。

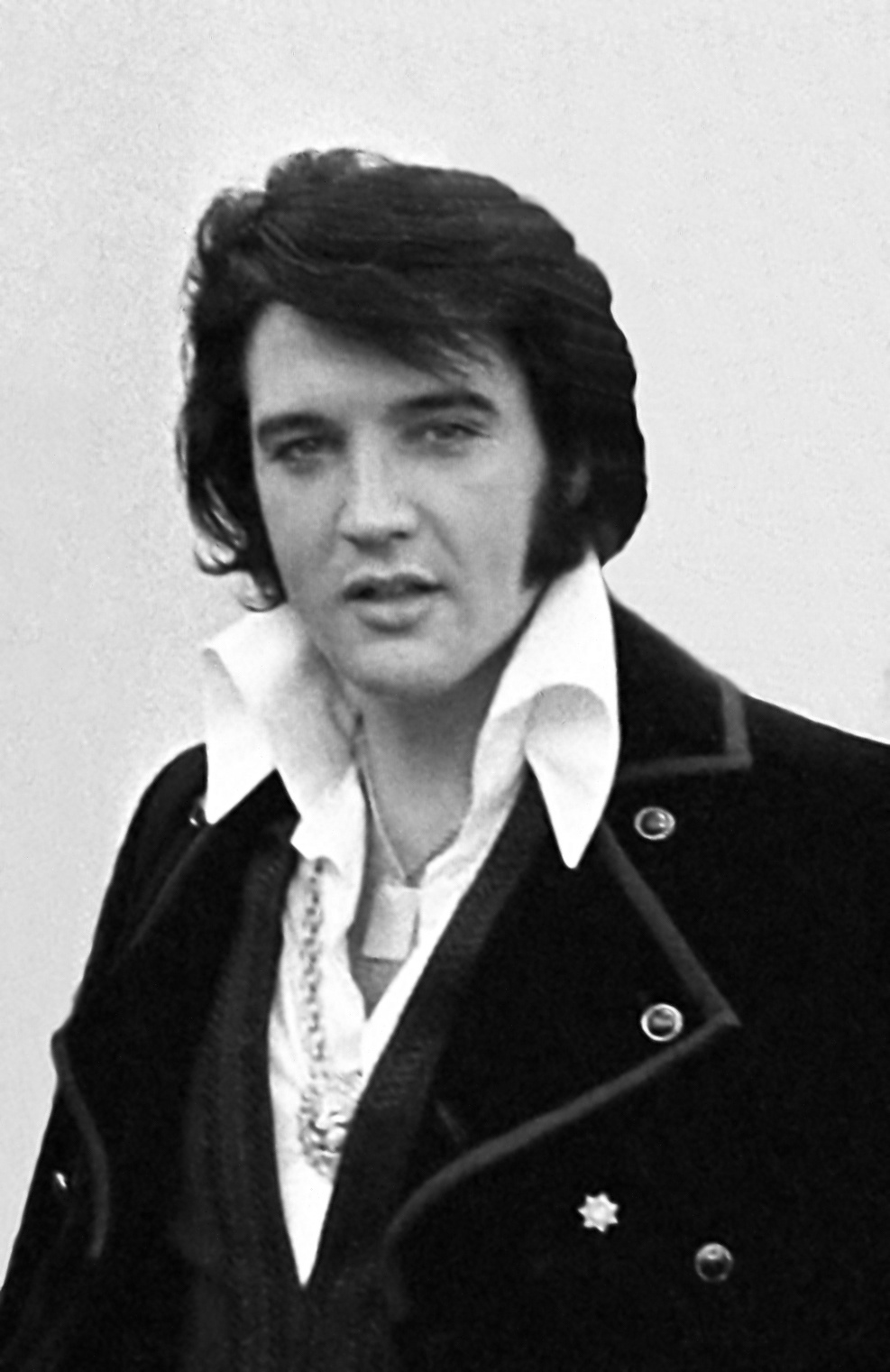
ロック歌手、エルヴィス・プレスリー(1935-1977)没。

### 人物
- 1225年（嘉禄元年7月11日）- 北条政子、源頼朝の正室（* 1157年）
- 1291年 - フリードリヒ・トゥタ、マイセン辺境伯の摂政（* 1269年）
- 1327年 - ロクス、カトリック教会の聖人（* 1295年）
- 1358年 - アルブレヒト2世、オーストリア公（* 1298年）
- 1419年 - ヴェンツェル、ローマ王（* 1361年）
- 1443年（嘉吉3年7月21日） - 足利義勝、室町幕府7代征夷大将軍（* 1434年）
- 1445年 - マーガレット、フランス王太子ルイ（後のルイ11世）の妃（* 1424年）
- 1518年 - ロイゼ・コンペール、作曲家（* 1445年頃）
- 1532年 - ヨハン、ザクセン選帝侯（* 1468年）
- 1654年（承応3年7月4日）- 伏見宮貞清親王、江戸時代の皇族（* 1596年）
- 1659年（万治元年6月28日）- 井伊直孝、第2代彦根藩主（* 1590年）
- 1675年（延宝3年6月25日）- 八条宮長仁親王、江戸時代の皇族（* 1655年）
- 1705年 - ヤコブ・ベルヌーイ、数学者（* 1655年）
- 1732年（享保17年6月26日）- 細川宣紀、第4代熊本藩主（* 1676年）
- 1757年（宝暦7年7月2日）- 徳川宗直、第6代紀州藩主（* 1682年）
- 1801年 - ラルフ・アール、画家（* 1751年）
- 1806年（文化3年7月3日）- 志筑忠雄、蘭学者、通詞（* 1760年）
- 1836年 - マルク＝アントワーヌ・パーセバル、数学者（* 1755年）
- 1861年（文久元年7月11日）- 岩瀬忠震、江戸幕府外国奉行、作事奉行（* 1818年）
- 1870年（明治3年7月20日）- 小松清廉（帯刀）、薩摩藩家老（* 1835年）
- 1870年 - ジュール・レオタール（英語版）、アクロバットパフォーマー、空中ブランコ開発者（* 1838年）
- 1875年 - チャールズ・フィニー、長老派教会の牧師、第二次大覚醒の指導者（* 1792年）
- 1886年 - シュリ・ラーマクリシュナ、宗教家（* 1836年）
- 1888年 - ジョン・ペンバートン、薬剤師、コカ・コーラ発明者（* 1831年）
- 1893年 - ジャン＝マルタン・シャルコー、医学者（* 1825年）
- 1899年 - ロベルト・ブンゼン、化学者（* 1811年）
- 1900年 - エッサ・デ・ケイロス、小説家（* 1845年）
- 1912年 - ヨハン・マルティン・シュライヤー、カトリック司祭、人工言語ヴォラピュク発明者（* 1831年）
- 1920年 - ノーマン・ロッキャー、天文学者（* 1836年）
- 1921年 - ペータル1世、セルビア王（* 1844年）
- 1923年 - カール・ヌードストローム、画家（* 1855年）
- 1928年 - 佐伯祐三、画家（* 1898年）
- 1929年 - 津田梅子、教育者、女子英学塾（現津田塾大学）創設者（* 1864年）
- 1938年 - ロバート・ジョンソン、ブルースギタリスト（* 1911年）
- 1940年 - アンリ・デグランジュ、自転車競技選手、ジャーナリスト（* 1865年）
- 1941年 - 長與又郎、医学者（* 1878年）
- 1945年 - 大西瀧治郎、日本海軍の中将、軍令部次長（* 1891年）
- 1945年 - 丸山定夫、俳優（* 1901年）
- 1946年 - 伏見宮博恭王、皇族（* 1875年）
- 1947年 - 山口喜三郎[16]、実業家、東京芝浦電気設立者（* 1874年）
- 1948年 - ベーブ・ルース、プロ野球選手（* 1895年）
- 1949年 - マーガレット・ミッチェル、小説家（* 1900年）
- 1951年 - ルイ・ジューヴェ、俳優、（* 1888年）
- 1955年 - 丸山幹治、ジャーナリスト（* 1880年）
- 1955年 - 吉田初三郎、鳥瞰図絵師（* 1884年）
- 1956年 - ベラ・ルゴシ、俳優（* 1882年）
- 1957年 - アーヴィング・ラングミュア、化学者（* 1881年）
- 1959年 - ワンダ・ランドフスカ、チェンバロ奏者（* 1879年）
- 1959年 - ウィリアム・ハルゼー、アメリカ海軍の元帥（* 1882年）
- 1965年 - 渡部恒明、登山家（* 1936年）
- 1968年 - 熊谷一弥、テニス選手（* 1890年）
- 1972年 - ピエール・ブラッスール、俳優（* 1905年）
- 1972年 - ジョン・バーンズ・チャンス、作曲家（* 1932年）
- 1973年 - セルマン・ワックスマン、生化学者（* 1888年）
- 1973年 - ヴァーノン・ルドルフ（英語版）、実業家、クリスピー・クリーム・ドーナツ創業者（* 1915年）
- 1975年 - カルロス・ラウール・ビリャヌエバ、建築家（* 1900年）
- 1975年 - ウラジミール・クーツ、陸上競技選手（* 1927年）
- 1977年 - エルヴィス・プレスリー、歌手（* 1935年）
- 1982年 - 藤田まさと、作詞家（* 1908年）
- 1983年 - アール・アベリル、プロ野球選手（* 1902年）
- 1987年 - 山階武彦、元皇族（* 1898年）
- 1987年 - 栗島すみ子、女優（* 1902年）
- 1989年 - 岩上二郎、政治家、茨城県知事、自民党参議院議員（* 1913年）
- 1990年 - パット・オコーナー、プロレスラー（* 1927年）
- 1991年 - 下村輝雄、地方公務員、政治家、元大阪府豊中市長（* 1922年）
- 1992年 - 桂文我 (3代目)、落語家（* 1933年）
- 1993年 - 二代茂木啓三郎、実業家、元キッコーマン社長（* 1899年）
- 1996年 - 沢村貞子、女優（* 1908年）
- 1996年 - 村山喜一、政治家（* 1921年）
- 1997年 - ヌスラト・ファテー・アリー・ハーン、カッワーリー歌手（* 1948年）
- 1997年 - プラム麻里子、プロレスラー（* 1967年）
- 1999年 - 安倍治夫、弁護士、元検察官（* 1920年）
- 1999年 - ナンシー・ギルド、女優（* 1925年）
- 2000年 - 守分勉、銀行家、元中国銀行頭取（* 1916年）
- 2002年 - ジェフ・コーリー、俳優（* 1914年）
- 2002年 - 左近友三郎、官僚、実業家、元中小企業庁長官、元共同石油社長（* 1921年）
- 2002年 - ジョン・ローズボロ、プロ野球選手（* 1933年）
- 2002年 - アブ・ニダル、パレスチナ解放機構幹部（* 1937年）
- 2003年 - イディ・アミン、軍人、政治家、第三代ウガンダ大統領（* 1925年）
- 2003年 - 常倉十紀二、ラジオパーソナリティ、放送作家（* 1948年）
- 2004年 - カール・マイダンス、写真家（* 1907年）
- 2004年 - 山田春、銀行家、元三菱銀行頭取（* 1915年）
- 2004年 - J・B・ハリス、英語教育者（* 1916年）
- 2004年 - 沖原豊、教育学者、広島大学名誉教授（* 1924年）
- 2005年 - ブラザー・ロジェ、修道士・テゼ共同体創始者（* 1915年）
- 2005年 - ジョー・ランフト、アニメーター（* 1960年）
- 2006年 - 黒柳朝、随筆家（* 1910年）
- 2006年 - アルフレド・ストロエスネル、政治家、パラグアイ元大統領（* 1912年）
- 2006年 - アレキサンダー・ジョージ、政治学者（* 1920年）
- 2007年 - マックス・ローチ、ジャズドラマー（* 1924年）
- 2007年 - 徳山一美、高校野球指導者（* 1938年）
- 2007年 - 服部まゆみ、作家、銅版画家（* 1948年）
- 2007年 - ヨルン・ブーレ、元サッカー選手（* 1967年）
- 2008年 - 福岡正信、自然農法研究者（* 1913年）
- 2008年 - ドリヴァル・カイミ、歌手、作曲家（* 1914年）
- 2008年 - 坪野米男、弁護士、政治家（* 1920年）
- 2010年 - 王登美、作家、元中華料理店女将（* 1901年）
- 2010年 - ボビー・トムソン、プロ野球選手（* 1923年）
- 2010年 - ニコラ・カビボ、物理学者（* 1935年）
- 2011年 - 二葉あき子、歌手（* 1915年）
- 2011年 - 松浦豊明、ピアニスト（* 1929年）
- 2011年 - 中里長門、政治家、元岩手県陸前高田市長（* 1946年）
- 2011年 - 梅本竜、作曲家（* 1974年）
- 2012年 - ウィリアム・ウィンダム、俳優（* 1923年）
- 2012年 - 関口義明、作詞家、日本作詩家協会理事（* 1940年）
- 2013年 - 富田倫生、著作家、編集者、青空文庫主宰者（* 1952年）
- 2014年 - 皆川和子、音楽家（* 1922年）
- 2014年 - 塚本悦郎、元プロ野球選手（* 1924年）
- 2014年 - 木田元、哲学者、中央大名誉教授（* 1928年）
- 2015年 - 奥成達、詩人、ジャズ評論家、著述家、漫画原作者、編集者、作詞家、トランペット奏者（* 1942年）
- 2016年 - ジョアン・アヴェランジェ、実業家、国際オリンピック委員会委員、第7代国際サッカー連盟会長（* 1916年）
- 2016年 - 田口昻、声優（* 1942年）
- 2016年 - 山下賢章、映画監督（* 1944年）
- 2017年 - 坂井利之、情報処理工学者、京都大学名誉教授、龍谷大学名誉教授（* 1924年）
- 2017年 - ピーター・ミルワード、宣教師、イエズス会司祭、上智大学名誉教授（* 1925年）
- 2018年 - ワカコ・ヤマウチ、劇作家、短編作家、詩人、画家（* 1924年）
- 2018年 - アタル・ビハーリー・ヴァージペーイー、政治家、第13・16代インド首相（* 1924年）
- 2018年 - 黒田暢、染色家、染織家、元嵯峨美術短期大学学長（* 1929年）
- 2018年 - 金永春、軍人、政治家、朝鮮人民軍元帥（* 1936年）
- 2018年 - アレサ・フランクリン、シンガーソングライター、ピアニスト（* 1942年）
- 2018年 - エレーナ・シュシュノワ、体操選手、1988年ソウル五輪金メダリスト（* 1969年）
- 2019年 - 中村典正、作曲家（* 1935年）
- 2019年 - 宮村武夫、牧師、クリスチャントゥデイ編集長（* 1939年）
- 2019年 - ピーター・フォンダ、俳優（* 1940年）
- 2019年 - ホセ・ナポレス、元プロボクサー、元WBA・WBC世界ウェルター級統一王者（* 1940年）
- 2019年 - フェリーチェ・ジモンディ、サイクルロードレース選手（* 1942年）
- 2020年 - 都築幹彦、実業家、元ヤマト運輸（現ヤマトホールディングス）社長（* 1929年）
- 2020年 - 姜碩煕、作曲家（* 1934年）
- 2020年 - 二代目コロムビア・ローズ、歌手（* 1942年）
- 2021年 - 坊城中子、俳人（* 1928年）
- 2021年 - 坂上弘、小説家（* 1936年）
- 2021年 - ウラジミル・ゴルブニチー、陸上競技選手、1960年ローマ・1968年メキシコシティー五輪金メダリスト（* 1936年）
- 2021年 - 中冨博隆、実業家、元久光製薬社長（* 1937年）
- 2022年 - ピーター・デイヴィソン、英文学者（* 1926年）
- 2022年 - 安水稔和、詩人（* 1931年）
- 2022年 - 後藤舜吉、実業家、元チッソ社長（* 1934年）
- 2023年 - レナータ・スコット、ソプラノ歌手（* 1934年）
- 2023年 - ジェリー・モス、音楽プロデューサー（* 1935年）
- 2023年 - ゲンナジー・ジトコ、軍人、元ロシア連邦軍大将（* 1965年）
- 2023年 - 埜口遥希、モーターサイクル・ロードレースレーサー（* 2001年）
- 2024年 - 荒井献、原始キリスト教史学者、聖書学者、東京大学名誉教授、元恵泉女学園大学学長（* 1930年）
- 2024年 - アファ・アノアイ、プロレスラー（* 1942年）

### 人物以外（動物など）
- 2006年 - ベガ、競走馬（* 1990年）
- 2011年 - セイウンスカイ、競走馬（* 1995年）

## 記念日・年中行事

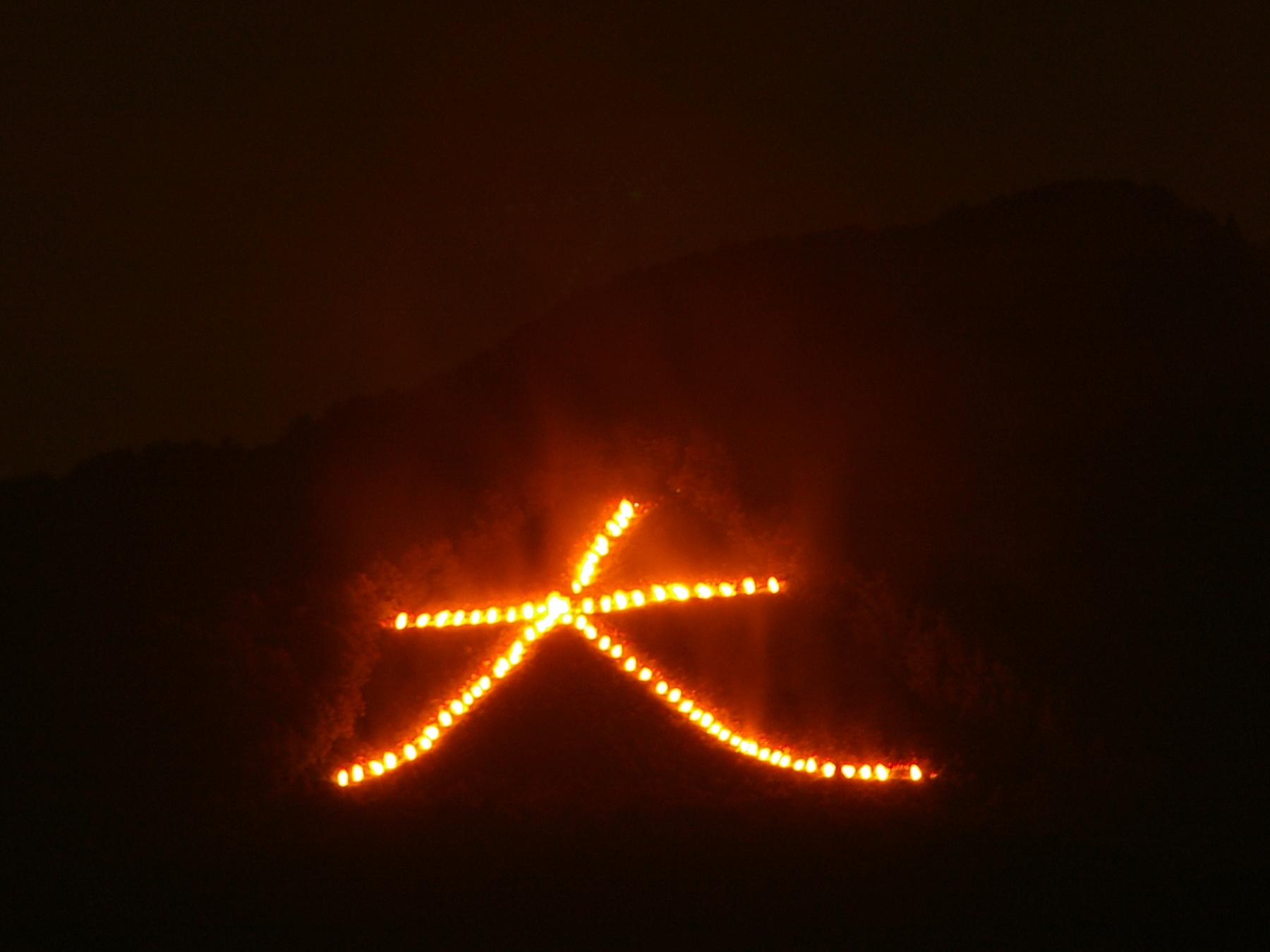
五山送り火

- 共和国再興記念日（ ドミニカ共和国）
1865年のこの日、ドミニカ共和国がスペインによる併合を脱し独立を回復したことを記念する祝日。
- 月遅れ盆送り火（ 日本）
  - 五山送り火（ 日本 京都市）
京都市如意ヶ嶽（大文字山）他、五つの山で行われるかがり火。
- 鳥取しゃんしゃん祭（ 日本）
鳥取市で中心街の主要道路を利用して、地元の各団体が鈴の付いた傘を使い、きなんせ節など鳥取の唄に合わせて踊る。元は県無形民俗文化財の「因幡の傘踊り」。
- 備中たかはし松山踊り（ 日本）
岡山県高梁市で行われ、五穀豊穣と町家の繁栄を願って踊る。（8月14日から）
- 木頭おどり（ 日本）
徳島県那賀郡那賀町で行われる盆踊り。
- 電子コミックの日（ 日本）
NTTソルマーレによって2014年に制定され、「電子コミックを通じて日本を元気にする」ことを目的とする。総合電子コミックサイト「コミックシーモア」の前身サイト「コミックi」のサービス開始日が2004年8月16日だったことに由来し、サービス10周年を記念して制定した[17]。

この他、かつては女子大生の日（ 日本）だったが、2020年に8月21日に改められた（経緯は当該記事参照）。